# آدم فيشنيافسكي
آدم فيشنيافسكي (بالبولندية: Adam Wiśniewski) مواليد 24 أكتوبر 1980 في بوتسك، هو لاعب كرة يد بولندي يلعب كجناح أيسر. يلعب حاليا مع نادي فيسوا بوتسك لكرة اليد ويحمل الرقم 10. مثل منتخب بولندا لكرة اليد. شارك في دورة الألعاب الأولمبية الصيفية سنة 2016. حقق المركز الثالث في بطولة العالم لكرة اليد للرجال 2015.

## سجل المنافسة
شارك في البطولات التالية:
- بطولة العالم لكرة اليد للرجال 2015
- بطولة أوروبا لكرة اليد للرجال 2012
- بطولة أوروبا لكرة اليد للرجال 2014
- بطولة أوروبا لكرة اليد للرجال 2016
- الألعاب الأولمبية الصيفية 2016

## الميداليات
| الميدالية | المسابقة                           |
| --------- | ---------------------------------- |
| برونزية   | بطولة العالم لكرة اليد للرجال 2015 |

## روابط خارجية
- آدم فيشنيافسكي على موقع الاتحاد الأوروبي لكرة اليد (الإنجليزية)
- آدم فيشنيافسكي على موقع اللجنة الأولمبية الدولية (الإنجليزية)
- آدم فيشنيافسكي على موقع أوليمبيديا (الإنجليزية)
- آدم فيشنيافسكي على موقع اللجنة الأولمبية البولندية (مؤرشف) (البولندية)